# Iso Laklemijärvi
Iso Laklemijärvi är en sjö i Finland. Den ligger i kommunen Enare i landskapet Lappland, i den norra delen av landet, 1 000 km norr om huvudstaden Helsingfors. Iso Laklemijärvi ligger 148,6 meter över havet. Arean är 1,34 kvadratkilometer och strandlinjen är 7,99 kilometer lång. Sjön  ingår i Pasvik älvs huvudavrinningsområde. 